# Coelotes hikonensis
Coelotes hikonensis là một loài nhện trong họ Amaurobiidae.
Loài này thuộc chi Coelotes. Coelotes hikonensis được miêu tả năm 2009 bởi Nishikawa.